# Ernesto Schiess
Ernesto Schiess, eigentlich Ernst Traugott Schiess (* 15. September 1872 in Basel; † 15. Oktober 1919 in Valencia), war ein Schweizer Maler. Sein Werk umfasst Gemälde, Zeichnungen, Bleistiftzeichnungen, Linolschnitte und Aquarelle.

## Leben und Werk

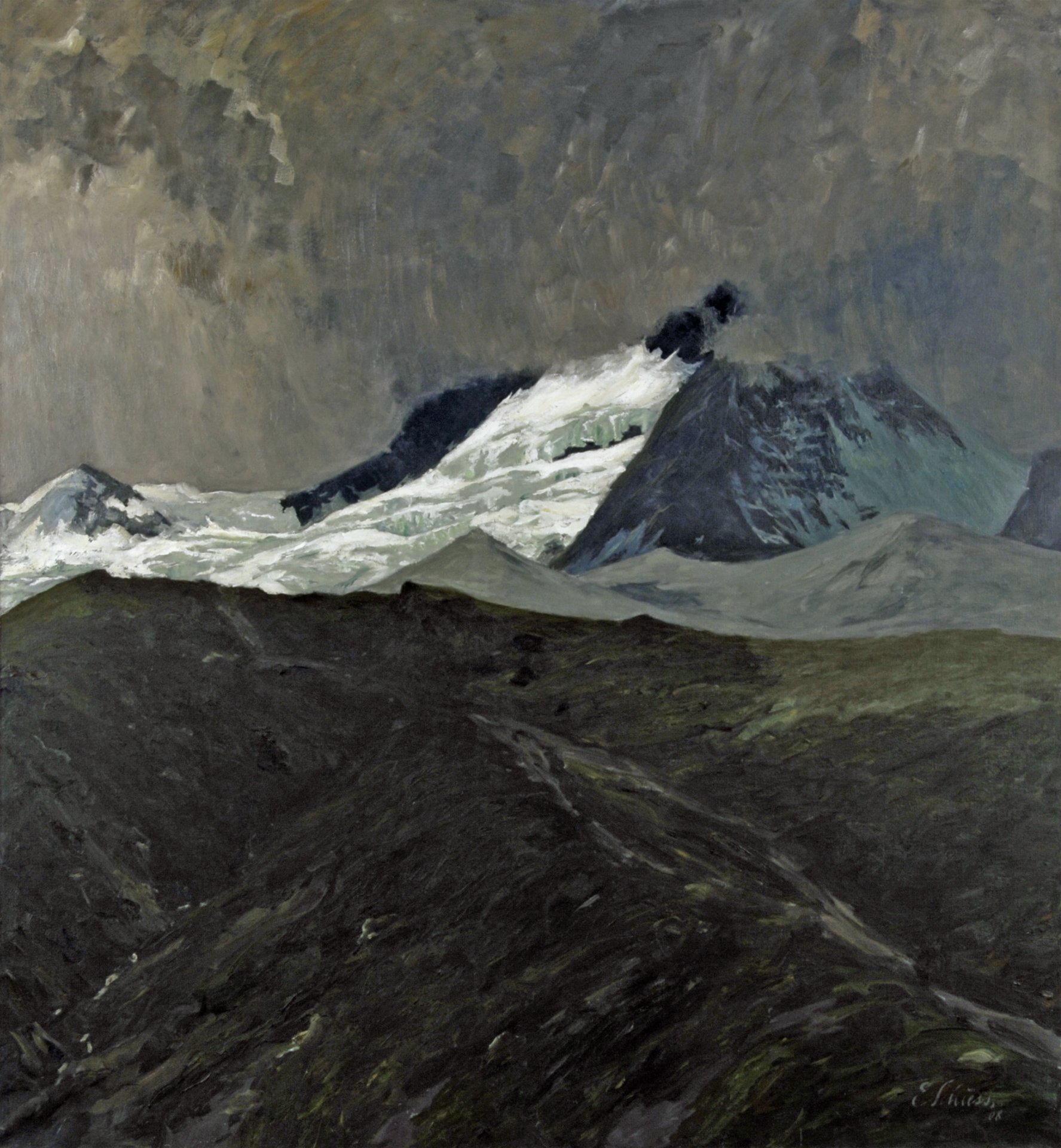
Matterhorn im Nebel, 1908. Öl auf Leinwand

Ernesto Schiess war ein Sohn des Oberarztes und Professors für Augenheilkunde Heinrich Schiess (1833–1914) und der Rosine, geborene Gemuseus. Sein Neffe war der Maler Hans Rudolf Schiess. Schiess absolvierte in der Bank von Friedrich Riggenbach (1821–1904) eine kaufmännische Lehre. 
Ab 1893 war er für ein Jahr als Kaufmann in Barcelona tätig. 1894 wanderte er nach Mexiko aus. In der Folge arbeitete er als Handelsmann in Progreso. Anschliessend gründete er mit zwei Geschäftspartnern eine Importfirma für Maschinen für Bergbau und Landwirtschaft in Torreón. 1900 erkrankte Schiess lebensgefährlich an Typhus. Kurze Zeit später erlitt er einen Reitunfall mit anschliessender Blutvergiftung. 1902 war er in einen Schiessunfall verwickelt, der für ihn ein gerichtliches Nachspiel hatte. In der Folge flüchtete Schiess nach Basel und kehrte nach seinem Freispruch nach Torreón zurück. 1903 trat er als Geschäftsführer der Firma Schiess & Co. zurück.
Von 1903 bis 1905 hielt sich Schiess für ein Malstudium in Rom auf und war Schüler des Landschaftsmalers Franz Theodor Aerni. Das Studium setzte er von 1905 bis 1907 an der Kunstakademie Dresden fort. Dort war er Meisterschüler von Eugen Bracht, der ihn entscheidend förderte.
Von 1908 bis 1912 arbeitete Schiess während der Wintermonate in seinem Atelier in Paris. Claude Monet, Pierre Bonnard und Édouard Vuillard beeinflussten sein künstlerisches Schaffen. Ansonsten hielt er sich auf Korsika, Sizilien, in Italien und im Maghreb auf.  
Schiess hatte Kontakt zu Schweizer Künstlern wie Heinrich Müller, Otto Roos, Jean Jacques Lüscher, Numa Donzé und Karl Theophil Dick. 1919 erfolgte seine erste grössere Ausstellung im Kunstsalon Wyss in Bern. Im gleichen Jahr starb er in Valencia an den Folgen der Spanischen Grippe. 
Es folgten zahlreiche posthume Ausstellungen, so 1937 im Kunsthaus Zürich und 1946 in der Kunsthalle Bern. Eine grössere Retrospektive fand 1990 in der Galerie Carzaniga & Ueker in Basel statt. Das Kunstmuseum Olten widmete ihm 1999 eine Einzelausstellung.